# Beaumont-le-Roger
Beaumont-le-Roger é uma comuna francesa na região administrativa da Normandia, no departamento de Eure. Estende-se por uma área de 36,41 km². Em 2010 a comuna tinha 2 851 habitantes (densidade: 78,3 hab./km²).